# 헨리의 법칙
헨리의 법칙(영어: Henry's law)은 1803년 윌리엄 헨리가 발견한 기체 법칙이다. 법칙의 내용은 다음과 같다.
At a constant temperature, the amount of a given gas dissolved in a given type and volume of liquid is directly proportional to the partial pressure of that gas in equilibrium with that liquid. - 동일한 온도에서, 같은 양의 액체에 용해 될 수 있는 기체의 양은 기체의 부분압과 정비례한다.

여기서 기체의 종류는 액체에 소량이 녹는 것(대체로 무극성 기체)이어야 한다. 예를 들어, 메탄, 산소, 이산화탄소등이 이 법칙이 적용되지만, 암모니아와 같이, 물 속에 대량으로 녹아서 이온화되거나 산-염기 반응을 하는 기체(즉, 일부 극성 기체 분자)들은 이 법칙이 적용되지 않는다.
헨리의 법칙은 다음과 같은 방정식으로 나타낼 수 있다.
{\displaystyle p=k_{\mathrm {} }c}
여기서 p(atm)는 용액 위에 있는 기체의 분압, c(mol/L)는 용질의 농도, k(L·atm/mol)는 농도위아력의 상수이다. 이 상수는 헨리의 상수로도 알려져 있는데, 용매, 용질, 온도에 따라 결정된다.

## 같이 보기
- 라울의 법칙
- 기체 법칙

## 참고 문헌
- Theodord L. Brown,《Chemistry: The Central Science》,10th Ed.,Pearson (2007)